# George Walker (Entertainer)
George Nash Walker (* 1873 in Lawrence/Kansas; † 6. Januar 1911 in New York City) war ein afroamerikanischer Entertainer, Vaudevilleschauspieler und -produzent.

## Leben
Walker trat bereits als Jugendlicher unter dem Namen Nash Walker in einer reisenden medical show auf. Bei einer der Touren lernte er 1893 in San Francisco Bert Williams kennen, mit dem er eine Varietégruppe in der Tradition der Minstrel Shows gründete. Im Gegensatz zu weißen Darstellern in Minstrel Shows, die ihre Gesichter schwarz färbten (Blackfaceing), bezeichneten sich die beiden afroamerikanischen Schauspieler als „Two Real Coons“. Bei ihren Auftritten spielte Williams den „seriösen“ Part, während Walker die komischen Pointen lieferte.
Mitte der 1890er Jahre waren sie in Chicago und reisten dann weiter nach New York, wo sie 1896 einen Auftritt in Victor Herberts Film The Gold Bug hatten. Nachdem sie mit verschiedenen weißen Varietégruppen gearbeitet hatten, traten sie 1897 mit einer afroamerikanischen Truppe in Will Marion Cooks Stück Clorindy auf. Unter dem Management der Agentur Hurtig & Seamon spielten sie in New York in der Varietéshow A Lucky Coon und danach in drei Musikkomödien. 1899 heiratete Walker die Sängerin und Tänzerin Aida Overton, die in den folgenden Musikkomödien von Walker und Williams – u. a. The Policy Players (1899) und The Sons of Ham (1900) – tragende Rollen bekam.
In Zusammenarbeit mit Paul Laurence Dunbar als Textautor, Will Marion Cook als Komponist und Jesse Ship als Regisseur entstand 1902 ihr erfolgreichstes Stück In Dahomey. Es war die erste rein afroamerikanische Show, die in voller Länge am Broadway erschien. Sie erlebte dort 53 Aufführungen und wurde dann über zwei Saisons in Großbritannien gegeben – dort auch im Buckingham Palace. Nach ihrer Rückkehr in die USA produzierten Walker und Lawrence 1908 die Show Bandanna Land. Während einer Tournee mit der Show verschlechterte sich Walkers Gesundheitszustand und er zog sich aus dem Showbusiness zurück. 1911 starb er im Alter von 38 Jahren.